# Associació Catalana pels Drets Civils
L'Associació Catalana pels Drets Civils és una associació creada el 2017 per les famílies dels presos i exiliats polítics relacionats amb el procés independentista català com a plataforma d'actuació conjunta, per donar veu als represaliats i suport a les seves famílies, per canalitzar les mostres de solidaritat i suport i per defensar els drets dels presos polítics catalans.
L'entitat fou guardonada amb el Premi Canigó atorgat el 2018 per la Universitat Catalana d'Estiu i el Premi 2N en la categoria nacional a la lluita antifeixista i per les llibertats el mateix any. També fou reconeguda aquell mateix any amb el Premi Caterina Casas en reconeixement de la defensa i promoció dels valors nacionals.